# Sumène (affluent du Doux)
La Sumène est un cours d'eau du département de l'Ardèche, long de 14,240 km, affluent du Doux et sous-affluent du Rhône. 

## Communes et cantons traversés
- Désaignes
- Lamastre
- Saint-Agrève
- Saint-Basile
- Saint-Prix

## Affluents
la Sumène est notamment alimenté par 5 affluents :
- Ruisseau du Gournaudu, long de 4 km
- Ruisseau de Verzenelle, long de 4 km
- Ruisseau de la Merderie, , long de 3 km
- Ruisseau de Marcailler, , long de 2 km
- Ruisseau de la Tapie, long de 1 km

## Étymologie
La Sumène a une origine gauloise, de sumena : composé de su, " bon, bien " et de mena, " douce ", peut s'entendre comme " la Bien Douce ".